# Dudeștii Vechi
Dudeștii Vechi (oppure Beșenova Veche, Beșenova-Mare, Bejenari, in ungherese Óbesenyő, in tedesco Altbeschenowa, in bulgaro Стар Бешенов?, Star Beshenov, in bulgaro del Banato Stár Bišnov) è un comune della Romania di 4411 abitanti, ubicato nel distretto di Timiș, nella regione storica del Banato. 
Dudeștii Vechi è popolata per lo più da bulgari del Banato (Palćene), una minoranza regionale di etnia bulgara che professa il cattolicesimo, proveniente dalla Bulgaria settentrionale e discendente dei Pauliciani che si stabilirono nella zona intorno al 1738.

## Geografia
Dudeștii Vechi si trova all'estremità occidentale della contea di Timiș. La città più vicina è Sânnicolau Mare, a 13 km ad est. Dudeștii Vechi si trova nella Pianura di Aranca, il settore più basso della Pianura di Mureș.
Il comune è formato dall'unione di 3 villaggi: Cheglevici, Colonia Bulgară, Dudeștii Vechi.

## Storia
La prima menzione registrata di Dudeștii Vechi, allora nota come Besenova, risale al 1238 (o al 1213, secondo altre fonti). Apparteneva alla fortezza di Cenad, godeva di privilegi e aveva il diritto, dal 1331, di organizzare mercati settimanali. Ma nel XVI secolo sia la nobiltà che la servitù della gleba lasciarono il villaggio, che passò quindi sotto il dominio ottomano. Su una mappa del 1715, la località è menzionata con il nome di Besenyö come insediamento con una chiesa e un kule, ma sulla mappa del conte Mercy del 1723 il luogo è registrato come insediamento abbandonato.
L'insediamento attuale fu rifondato nel 1738 e colonizzato da bulgari provenienti da Nikopol e dintorni. Altri bulgari si stabilirono a Lovrin, ma da lì, nel 1742, 200 famiglie si trasferirono a Beșenova. Nel 1779, Beșenova Veche fu inclusa nel Comitato di Torontál e fu governata dalle leggi dello Stato austriaco, in uno stile permissivo e democratico, utilizzando la lingua bulgara nei rapporti con i suoi connazionali.
Nel 2004 si è separato da Dudeștii Vechi il villaggio di Valcani, divenuto comune autonomo.